# Мельников Микола Кирилович
Мико́ла Кири́лович Ме́льников (рос. Николай Кириллович Мельников; 10 грудня 1922 — 13 травня 1993) — радянський військовий льотчик, в роки Другої світової війни — командир ланки 210-го штурмового авіаційного полку 230-ї штурмової авіаційної дивізії 4-ї повітряної армії, лейтенант. Герой Радянського Союзу (1944).

## Життєпис
Народився в селі Касторне, нині — смт, районний центр Курської області Росії, в родині робітника. Росіянин. Здобув середню освіту.
До лав РСЧА призваний 1941 року. Того ж року закінчив військову авіаційну школу пілотів у Свердловську. Після закінчення направлений до 15-ї військової авіаційної школи початкового навчання (м. Іжевськ) на посаду льотчика-інструктора. У листопаді 1941 року школа була перетворена у 34-й запасний авіаційний полк, який здійснював підготовку пілотів на літаках По-2 та Іл-2.
На фронтах німецько-радянської війни сержант М. К. Мельников з червня 1943 року. Воював у складі 210-го штурмового авіаційного полку на Північно-Кавказькому фронті, Окремій Приморській армії, на 4-му Українському та 2-му Білоруському фронтах. До лютого 1944 року здійснив 95 бойових вильотів на штурмовику Іл-2.
З жовтня 1944 по квітень 1945 року був слухачем Полтавської вищої офіцерської школи штурманів ВПС. Після закінчення навчання повернувся у рідний полк, де продовжив бойову службу. Всього за роки війни здійснив 110 бойових вильотів.
У жовтні 1947 року вийшов у запас. Повернувся до рідного селища. Працював начальником автоколони, інженером 9-ї дільниці шляху, мотористом на станції Касторне. Помер і похований у Касторному.

## Нагороди
Указом Президії Верховної Ради СРСР від 1 липня 1944 року лейтенантові Мельникову Миколі Кириловичу присвоєне звання Героя Радянського Союзу з врученням ордена Леніна і медалі «Золота Зірка» (№ 4395).
Також нагороджений орденами Червоного Прапора (31.01.1944), орденами Вітчизняної війни 1-го (11.03.1985) та 2-го (15.10.1943) ступенів, Червоної Зірки (21.08.1943) і медалями.